# Шевченко Іван Гнатович
Іва́н Гна́тович Шевче́нко (1913 — ?) — український педагог, директор Станіславського педагогічного інституту (1956—1957 років).

## Життєпис
Народився 7 жовтня 1913 року в с. Токарівка Білозерського району Херсонської області. До 1932 року навчався в Бериславському педагогічному технікумі, закінчити який не вдалося через хворобу. У 1933—1934 роках працював секретарем Токарівської сільради Херсонської області. Вищу освіту здобував на історичному факультеті Одеського університету, згодом у 1939—1941 роках працював старшим викладачем основ марксизму-ленінізму Запорізького педінституту.
У 1941—1943 роках воював у складі Червоної армії, був пораненим.
Після демобілізації у 1944—1946 роках працював лектором Запорізьких обкому та міському КП(б)У, за сумісництвом до 1949 року, — старшим викладачем і завідувачем кафедри основ марксизму-ленінізму Запорізького автомеханічного інституту. Короткий час виконував обов'язки заступника директора з навчально-наукової роботи у Дніпропетровського педінституту іноземних мов. У 1948 році закінчив курси у відділі міжнародних відносин Республіканської партшколи при ЦК КП(б)У в Києві. Пізніше до 1955 року — директор Житомирського педінституту іноземних мов, згодом, у в 1955—1956 роках викладав основи марксизму-ленінізму в Запорізькому педінституті. У цей час захистив дисертацію кандидата історичних наук.

### На посаді директора Станіславського педагогічного інституту
У листопаді 1956 року І. Г. Шевченка було призначено директором Станіславського педінституту (1956—1957), водночас займав посаду доцента кафедри історії цього інституту. На жаль, як констатують дослідники, відомості про його роботу скупі, оскільки документи того часу, в тому числі особова справа І. Шевченка з Станіславського інституту згоріли. В архіві музею «Освіта Прикарпаття» збереглися «Наукові записки Станіславського державного педагогічного інституту. Історична серія» 1958 року, де опубліковано його статтю «До питання про розвиток народної освіти на Україні в роки четвертої п'ятирічки (1946—1950)». За короткий період керівництва І. Г. Шевченка зросла навчальна база інституту, збільшився фонд інститутської бібліотеки. У 1956 році в навчальному закладі перейшли до підготовки вчителів широкого профілю з таких спеціальностей: «Українська філологія й історія», «Російська філологія й історія», «Фізика, математика й креслення». У 1957 році відбувся перший набір студентів на спеціальність «Українська філологія, музика і співи». У цьому році в зв'язку з переходом на п'ятирічний термін навчання на факультетах стаціонару, крім фізмату (74 студенти), випуску не було. Заочне відділення у цей навчальний рік закінчили 520 студенти.
23 липня 1957 році в зв'язку із сімейними обставинами І. Г. Шевченка було звільнено зі займаних посад за власним бажанням.